# 642 Clara
642 Clara
642 Clara là một tiểu hành tinh ở vành đai chính. Nó được Max Wolf phát hiện ngày 8.9.1907 ở Heidelberg, và được đặt theo tên Clara, một trong các nữ quản gia của Max Wolf